# Hōkago Teibō Nisshi
Hōkago Teibō Nisshi (放課後ていぼう日誌?) es un manga escrito e ilustrado por Yasuyuki Kosaka. Ha sido serializado en la revista Young Champion Retsu de Akita Shoten desde febrero de 2017 y recopilado en seis volúmenes tankōbon. Una adaptación al anime producida por el estudio Doga Kobo fue emitida entre el 7 de abril y el 22 de septiembre de 2020.

## Personajes
Hina Tsurugi (鶴木陽渚 Tsurugi Hina?)
 Seiyū: Kanon Takao
Natsumi Hodaka (帆高夏海 Hodaka Natsumi?)
 Seiyū: Natsumi Kawaida
Yūki Kuroiwa (黒岩悠希 Kuroiwa Yūki?)
 Seiyū: Yū Sasahara
Makoto Ohno (大野真 Ōno Makoto?)
 Seiyū: Satomi Akesaka

## Contenido de la obra

### Manga

#### Lista de volúmenes
| N.º | Fecha de lanzamiento    | ISBN original      |
| --- | ----------------------- | ------------------ |
| 1   | 20 de octubre de 2017   | ISBN 9784253257367 |
| 2   | 19 de marzo de 2018     | ISBN 9784253257374 |
| 3   | 20 de noviembre de 2018 | ISBN 9784253257381 |
| 4   | 19 de abril de 2019     | ISBN 9784253257398 |
| 5   | 18 de octubre de 2019   | ISBN 9784253257404 |
| 6   | 19 de marzo de 2020     | ISBN 9784253257411 |

### Anime
Una adaptación a serie de anime se anunció en el quinto número de la revista Young Champion Retsu el 16 de abril de 2019. La serie es animada por Doga Kobo y dirigida por Takaharu Okuma, con guiones de Fumihiko Shimo y diseño de personajes de Katsuhiro Kumagai. La serie se transmitió del 7 de abril al 22 de septiembre de 2020 en AT-X.